# SITE Intelligence Group
Le SITE Intelligence Group est une ONG américaine créée en 2008, issue du Search for International Terrorist Entities Institute (créé en 2002). Elle est basée à Bethesda (Maryland). Le SITE Intelligence Group est surtout connu du grand public pour diffuser auprès des services de presse internationaux les messages vidéos d'organisations terroristes islamistes (ce fut notamment le cas de la revendication - par des personnes se réclamant d'Al-Qaïda - de l'attentat contre le magazine Charlie Hebdo en janvier 2015). C'est également SITE qui a découvert et annoncé aux médias l'existence du magazine Inspire (magazine), dont les auteurs se disent membres d’Al-Qaïda .

## Composition
SITE est une ONG de très petite taille, composée de seulement trois personnes :
- Rita Katz, de nationalité israélo-américaine, "Executive Director" de SITE ;
- Bruce Hoffman, de nationalité américaine, conseiller en tant que membre de la RAND Corporation ;
- Rohan Gunaratna, de nationalité sri-lankaise, conseiller en tant que directeur du International Centre for Political Violence and Terrorism Research (ICPVTR).

## Critiques

### Neutralité
La neutralité des productions de SITE est mise en question par certains analystes qui accusent l'entreprise de transformer certains faits - ou d'en créer de toutes pièces - pour servir une propagande atlantiste.
Comme le relate Aaron Leibel dans le Washington Jewish Week, « Katz résistait à l'idée de venir vivre aux États-Unis en raison de ses opinions sionistes ("Je crois que les Juifs appartiennent à Israël"), malgré la possibilité qu'avait son mari [endocrinologue] de faire avancer sa carrière en venant y travailler. Mais après l'assassinat du premier ministre Israélien Yitzhak Rabin en 1995, en Israël, son mari et elle décidèrent "de tenter une nouvelle vie [aux États-Unis]," » dit-elle. 
Selon le site domaintools.com,  le site internet du Site Intelligence Group ainsi que celui du SITE Institute, Search for International Terrorist Entities Institute, le nom du site qui l'avait précédé, possédaient jusqu'en mars 2008 l'adresse IP 67.19.162.130, et étaient domiciliés sur un serveur qui abritait 139 sites pour la plupart à prédominance anti-arabe, sioniste ou visant à promouvoir la culture juive aux États-Unis. 